# Нова Слободка (Бєлгородська область)
Нова Слободка (рос. Новая Слободка) — село у Корочанському районі Бєлгородської області Російської Федерації.
Населення становить 846 осіб. Входить до складу муніципального утворення Новослобідське сільське поселення.

## Історія
Населений пункт розташований у східній частині української суцільної етнічної території — східній Слобожанщині. У 1918 році село було прикордонним пунктом української держави. 
Згідно із законом від 20 грудня 2004 року № 159 від 20 грудня 2004 року органом місцевого самоврядування є Новослобідське сільське поселення.

## Населення
| 2002 | 2010 |
| ---- | ---- |
| 693  | ↗846 |